# 1-я Краснознамённая армия (СССР)
1-я Краснознамённая а́рмия — формирование (армия) в Вооружённых силах СССР.
Одно время была отдельной армией.

## История
1-я армия образована 1 июля 1938 года в результате переименования Приморской группы войск Особой Краснознамённой Дальневосточной армии, переименованной этим же приказом в Краснознамённый Дальневосточный фронт. В состав армии были включены части, расположенные на территории Уссурийской и части Хабаровской и Приморской областей. Армии был также оперативно подчинён Тихоокеанский флот.
Части армии участвовали в боях у озера Хасан. В сентябре 1938 года, после завершения конфликта, Дальневосточный Краснознамённый фронт был расформирован, и армия была преобразована в 1-ю Отдельную Краснознамённую армию, подчиняющуюся непосредственно Наркомату обороны СССР. Почётное наименование Краснознамённая было передано по преемственности от расформированного фронта.
С июля 1940 года 1-я Краснознамённая армия была включена в состав вновь созданного Дальневосточного фронта, а с марта 1945 года — в состав Приморской группы этого фронта. 5 августа 1945 года Приморская группа войск была преобразована в 1-й Дальневосточный фронт.
До 9 августа 1945 года армия прикрывала дальневосточные границы СССР, находясь в постоянной готовности к отражению возможной японской агрессии.
В составе 1-го Дальневосточного фронта принимала участие в Харбино-Гиринской операции. Войска армии принимали участие во взятие городов Мишань, Муданьцзян, Харбин, а после капитуляции Квантунской армии проводили разоружение японских частей.
С сентября 1945 года по май 1947 года армия входила в состав вновь созданного после окончания войны Забайкальско-Амурского военного округа. При этом часть соединений армии оставалась на территории Маньчжурии.
С мая 1947 года армия вновь стала отдельной — 1-й Отдельной Краснознамённой армией. Подчинялась непосредственно Главнокомандующему войсками Дальнего Востока. В состав армии входили:
- 37-й гвардейский воздушно-десантный корпус (3 дивизии)
- 13-я пулемётно-артиллерийская бригада (до 1948)
- 14-я пулемётно-артиллерийская бригада (до 1948)
- 12-я стрелковая дивизия
- 39-я стрелковая дивизия
- 11-я пулемётно-артиллерийская дивизия (с 1948)
- 13-я пулемётно-артиллерийская дивизия (с 1948)

В апреле 1953 года армия была расформирована.

## Состав

### 1 мая 1939 года
На 1 мая 1939 года в состав 1 ОКА входили следующие запасные части, дислокация:
- 85-й запасной стрелковый полк, Спасск;
- 156-й армейский запасной стрелковый полк, Занадворовка;
- 157-й армейский запасной стрелковый полк, Ворошилов;
- 158-й армейский запасной стрелковый полк, Сергеевский;
- 2-й запасной химический батальон, Раздольное.

### К началу войны с милитаристскойЯпонией
- 26-й стрелковый корпус
  - 22-я стрелковая дивизия
  - 59-я стрелковая дивизия
  - 300-я стрелковая дивизия
- 59-й стрелковый корпус
  - 39-я стрелковая дивизия
  - 231-я стрелковая дивизия
  - 365-я стрелковая дивизия
- 75-я танковая бригада
- 77-я танковая бригада
- 257-я танковая бригада
- 48-й отдельный танковый полк прорыва
- а также некоторые инженерные и артиллерийские соединения[3].

## Командование
Командующие армией
- Подлас, Кузьма Петрович, комдив (июль 1938 — декабрь 1938)
- Попов, Маркиан Михайлович, комдив, с августа 1939 года — комкор, с июня 1940 года генерал-лейтенант (05 июля 1939 — 14 января 1941)
- Ерёменко, Андрей Иванович, генерал-лейтенант (14 января — 19 июня 1941)
- Васильев, Василий Петрович, генерал-лейтенант (19 июня 1941 — 16 октября 1942)
- Саввушкин, Михаил Сергеевич, генерал-майор, с 29 октября 1943 года генерал-лейтенант (17 октября 1942 — 27 июня 1945)
- Белобородов, Афанасий Павлантьевич, генерал-полковник (28 июня 1945 — 12 июня 1946)
- Данилов, Алексей Ильич, генерал-лейтенант (12 июня 1946 — 30 июля 1946)
- Колпакчи, Владимир Яковлевич, генерал-полковник (30 июля 1946 — 12 марта 1950)
- Лелюшенко, Дмитрий Данилович, генерал-полковник (13 марта 1950 — 24 апреля 1953)

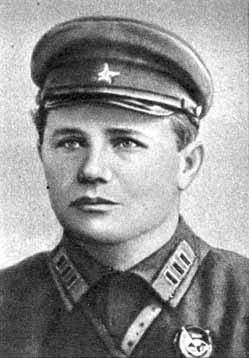
А. И. Ерёменко

Члены Военного совета
- Романенко, Андрей Алексеевич, дивизионный комиссар, с 6 декабря 1942 года генерал-майор (17 февраля 1941 — 29 июля 1943)
- Хмельницкий, Константин Иванович, бригадный комиссар (19 августа — 17 октября 1941)
- Смоликов, Иван Михайлович, генерал-майор (29 июля 1943 — 2 октября 1946)
- Прудников, Фёдор Кондратьевич, генерал-майор (9 июля — 3 сентября 1945)

Начальники штаба
- Попов, Маркиан Михайлович, комбриг, с апреля 1939 года — комдив (4 сентября 1938 — 5 июля 1939)
- Шелахов, Георгий Акимович, генерал-майор (31 июля 1939 — 27 июля 1943)
- Юстернак, Евгений Яковлевич, полковник, с 22 февраля 1944 года генерал-майор (9 декабря 1943 — 28 июня 1945)
- Масленников, Фёдор Фёдорович, генерал-майор (28 июня — 15 ноября 1945)

Начальники политического управления
- Лукашин, Пётр Тимофеевич, дивизионный комиссар (17 февраля — 15 августа 1941)
- Паньковский, Анатолий Владимирович, бригадный комиссар (15 августа 1941 — 9 июня 1942),
- Остроглазов, Константин Яковлевич, дивизионный комиссар, с 6 декабря 1942 года генерал-майор (9 июня 1942 — 3 сентября 1945).

Командующие артиллерией
- Смирнов, Николай Александрович, генерал-майор, (март 1950 — август 1953)

Начальники инженерных войск
- Молев, Михаил Иванович, комбриг, с 4 июня 1940 года генерал-майор (11 сентября 1938 — 28 июля 1940)